# Nursch
Nursch ist ein  Dorf im  westlichen Weinviertel in Niederösterreich wie auch eine Ortschaft und Katastralgemeinde der Gemeinde Großmugl im Bezirk Korneuburg.

## Geographie
Der Ort befindet sich etwa 35 Kilometer nordwestlich vom Stadtzentrum von Wien,  und 15 km östlich von Hollabrunn und 5 km nordöstlich von Großmugl.
Er liegt auf um die 260 m ü. A. Höhe an den Südhängen der Leiser Berge zwischen Altenberg (355 m ü. A.) und  Wunderberg (326 m ü. A.) nördlich und dem  Hahnberg (312 m ü. A.) südlich.
Die Ortschaft umfasst etwa 60 Gebäude mit um die 120 Einwohnern.
Die Gesamtfläche der Katastralgemeinde beträgt 398 Hektar.
Der Ort erstreckt sich entlang der heutigen Landesstraße L 27 (Abschnitt  L 25 in Großmugl über Herzogbirbaum – Nursch – Merkersdorf zur Mistelbacher Straße B 40 nächst Ernstbrunn).
Nachbarorte, -ortschaften und -katastralgemeinden
|               | Glaswein / KG Glasweiner Wald               |                               |
| Herzogbirbaum | Kompassrose, die auf Nachbargemeinden zeigt | Merkersdorf (Gem. Ernstbrunn) |
| Ottendorf ∗   |                                             | Maisbirbaum (Gem. Ernstbrunn) |

∗ KG Ottendorf grenzt nicht direkt an

## Geschichte
Nursch ist schon 1294, anlässlich der Pfarrerhebung von Herzogbirbaum, erstmals erwähnt. Laut Adressbuch von Österreich waren im Jahr 1938 in der Ortsgemeinde Nursch ein Gastwirt, zwei Gemischtwarenhändler, ein Korbflechter, ein Marktfahrer, eine Milchgenossenschaft, ein Schmied, ein Tischler und einige Landwirte ansässig.

## Kultur und Sehenswürdigkeiten
- Ortskapelle Hl. Rochus: in der ersten Hälfte des 19. Jahrhunderts errichtete schlichte Kleinkirche; untersteht der Pfarre Herzogbirbaum[2]

Großmugl hat sich 2009 als Sternenlichtoase im Sinne der UNESCO-Konvention zum „Recht auf Sternenlicht“ erklärt. Das ganze Gemeindegebiet betreibt aktiven Schutz vor Lichtverschmutzung.
In der Österreichischen Kultfernsehserie „MA 2412“ benennt einer der Protagonisten, Herr Ingenieur Engelbert Breitfuß, Nursch als sein Lieblingsurlaubsreiseziel.

## Nachweise
- 31204 – Großmugl. Gemeindedaten der Statistik Austria

1. ↑  Adressbuch von Österreich für Industrie, Handel, Gewerbe und Landwirtschaft, Herold Vereinigte Anzeigen-Gesellschaft, 12. Ausgabe, Wien 1938 PDF, Seite 377
2. ↑  Filialkapellen der Pfarre Herzogbirbaum: Kapelle Nursch, pfarre-herzogbirbaum.at